# 井本ケイ
井本 ケイ（いもと けい、1月8日 - ）は、日本の女性声優、ナレーター。福岡県出身。アクセント所属。
2011年2月、旧名の井本恵子から井本ケイに改名。

## 人物
アクセント付属養成所シャイン4期生。
趣味は音楽鑑賞、読書、手紙を書くこと。特技はボディートーク、水泳。

## 出演
太字はメインキャラクター。

### テレビアニメ
- School Days（2007年、清浦刹那）
- D.C.II 〜ダ・カーポII〜（2007年 - 2008年、生徒、ゲレンデ客）- 2シリーズ
- 忍たま乱太郎（2013年、娘）
- 俺物語!!（2015年、同僚）

### OVA
- School Days OVAシリーズ（2008年、清浦刹那）- 2作品
- 堀さんと宮村くん（2014年、沢田ほのか）

### ゲーム
- School Days L×H（2008年、清浦刹那）
- IslandDays（2014年、清浦刹那[6]）

### 吹き替え
- CSI:マイアミ2 #5
- 二人の王女

### ドラマCD
- School Days DRAMA CD Vol.1、2（2007年、清浦刹那）

### デジタルコミック
- VOMIC 華麗なる食卓（2008年、宇童亜弥）

### ラジオCD
- Radio"School Days" CD Vol.1、3（2007年 - 2008年）

### その他
- アリコジャパンTVCM（アリコ）
- 電動アシスト自転車 ヤマハパスTVCM（女児の母親）（ヤマハ）